# ديانا بوغارت
ديانا بوغارت (بالإنجليزية: Deanna Bogart)‏ هي عازفة بيانو وموسيقية ومغنية أمريكية، ولدت في 5 سبتمبر 1959 في واشنطن العاصمة في الولايات المتحدة.

## وصلات خارجية
- الموقع الرسمي
- ديانا بوغارت على موقع ميوزك برينز (الإنجليزية)
- ديانا بوغارت على موقع ديسكوغز (الإنجليزية)